# さそり座タウ星
さそり座τ星(τ Sco / τ Scorpii)は、さそり座の恒星で3等星。青白色のB型主系列星である。

## 特徴
さそり-ケンタウルスOBアソシエーションのサブグループであるさそり座上部アソシエーションの一員とされるが、アソシエーションの他の恒星よりも若くまた青く見えるため、恒星が合体して生まれた青色はぐれ星であると考えられている。

### 磁場

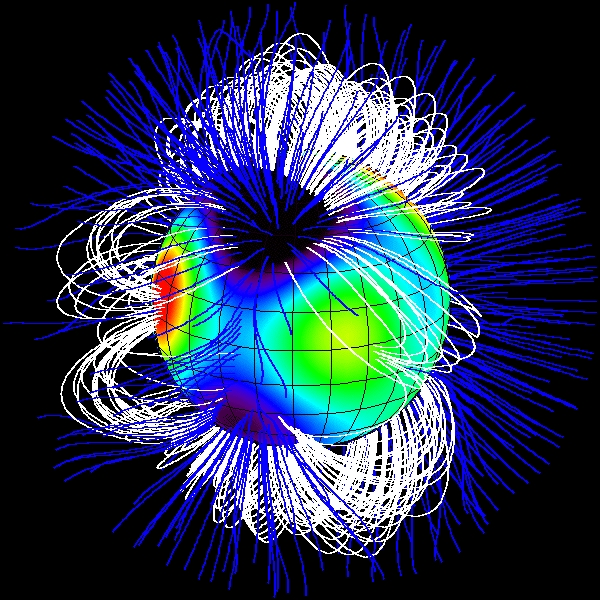
さそり座τ星の表面磁場

さそり座τ星は明瞭な磁界を持ち、その表面磁場はゼーマンドップラーイメージング（英語: Zeeman-Doppler imaging）によってマップ化されている。この星の強い磁場は、主系列星と前主系列星が合体することで生成されたものと考えられている。

### X線源
さそり座τ星はOB型星であり、X線とオージェ効果により、過イオン化を起こす。ROSATの観測で、さそり座τ星は通常のB0V星よりも強いX線スペクトルを持つことが明らかとなった。エネルギーの範囲は0.8-1.2keVを越える。XMM-Newtonによるさそり座τ星からのX線スペクトルの硬成分の観測により、プラズマの塊が恒星に落ち込んでいることが示唆された。

## 名称
ハワイでは、アンタレス (Hoku-‘ula) を挟んで反対側に位置するさそり座σ星と共に Hoku-‘ula の両目と見なされ、σ星は「右目」という意味の Au-haele、τ星は「左目」という意味の Pai-kauhale と呼ばれた。2018年8月10日、国際天文学連合の恒星の命名に関するワーキンググループ (Working Group on Star Names, WGSN) は、さそり座τ星Aの固有名として、Paikauhale を正式に承認した。
さそり座σ星と同じく、アラビア語で「動脈」という意味のal-niyāţ に由来するアル・ニヤト (Al Niyat) という名前で呼ばれることもあった。